# Proletariusze wszystkich krajów, łączcie się!

Godło ZSRR, hasło Proletariusze wszystkich krajów, łączcie się! widnieje na czerwonych wstęgach i jest zapisane w 15 językach urzędowych republik związkowych

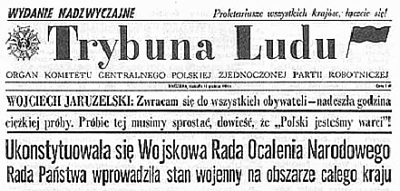
Hasło Proletariusze wszystkich krajów, łączcie się! nad winietą organu KC PZPR – dziennika „Trybuna Ludu”

Proletariusze wszystkich krajów, łączcie się! (niem. Proletarier aller Länder, vereinigt euch!) – fragment Manifestu komunistycznego (1848) Karola Marksa i Fryderyka Engelsa, który stał się sławnym hasłem i zawołaniem komunistów w XX w. Hasło podkreśla założenie, że solidarność klasowa winna wziąć górę nad egoizmem narodowym.

## Historia
Propagatorzy hasła uważali nacjonalizm za ideologię wymyśloną w celu odciągnięcia proletariatu od rewolucji oraz w celu obrony lokalnych rynków. Nacjonalizm uznany za bolączkę miał zniknąć w momencie ogólnoświatowego zwycięstwa proletariatu. Polityka oparta na tymże haśle spowodowała, że Armenia, Azerbejdżan i Gruzja w czasie wojny domowej w Rosji opowiedziały się po stronie czerwonych, a nie białych uznanych za rosyjskich nacjonalistów. Wezwanie to było również hasłem wszystkich republik ZSRR, a także widniało – w tłumaczeniu na odpowiednie języki narodowe – pod lub nad winietami wszystkich tych gazet, które stanowiły oficjalne organy partii robotniczych w różnych krajach.

Fragment ten, w pełniejszej wersji i kontekście, brzmiał:

(...) Proletariusze nie mają w niej [tj. w rewolucji] nic do stracenia prócz swych kajdan. Do zdobycia mają cały świat. Proletariusze wszystkich krajów, łączcie się! (...)

## Odniesienia

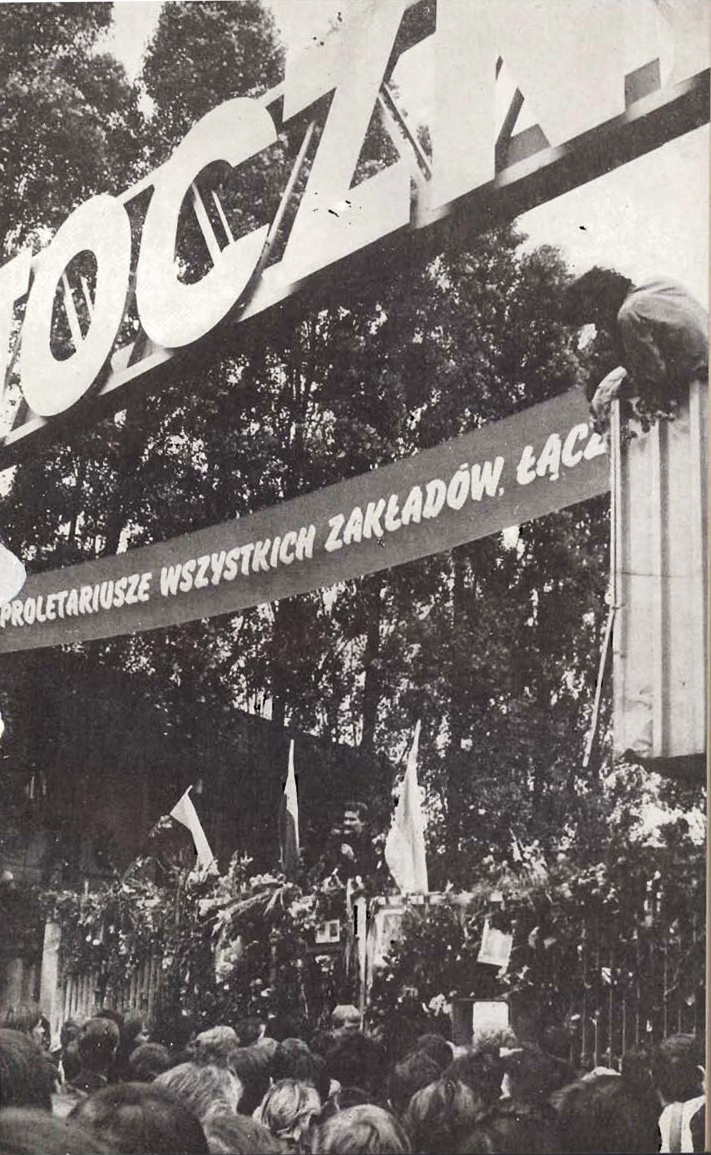
Transparent nad Bramą nr 2 Stoczni Gdańskiej (1980)

W czasie strajku w sierpniu 1980 nad Bramą nr 2 Stoczni Gdańskiej zawieszono transparent z parafrazą tego sloganu, o treści: Proletariusze wszystkich zakładów, łączcie się.